# Ciîjove, Berezivka
Ciîjove (în ucraineană Чижове) este un sat în comuna Rauhivka din raionul Berezivka, regiunea Odesa, Ucraina.

## Demografie
Componența lingvistică a localității Ciîjove
     Ucraineană (91,95%)
     Rusă (5,08%)
     Română (2,75%)
Conform recensământului din 2001, majoritatea populației localității Ciîjove era vorbitoare de ucraineană (91,95%), existând în minoritate și vorbitori de rusă (5,08%) și română (2,75%).